# Веслање на Летњим олимпијским играма 2004.
Веслање на Олимпијским играма у Атини 2004. године се одржавало на језеру Скинијас, педесетак километара северно од Атине. У такмичењу је учествовало 550 веслача и веслачица у 14 дисциплина.
Медаље су освојили представници 22 земље, од којих је најуспешнија била Румунија с три златне медаље. Још су доста успеха имали представници веслачких велесила Немачке, Уједињеног Краљевства и Аустралије са по четири освојене медаље.
Румунка Елизабета Липа је на овим Играма освојила по четврти пут узастопно златну медаљу, односно пету укупно. С обзиром да је прво злато освојила на Играма у Лос Анђелесу 1984. године, значи да је освајала златне медаље на Олимпијским играма у размаку од 20 година, што је редак успех. Уједно је с 39 година постала и најстарији освајач златне медаље у веслању, али и најстарија спортисткиња са златом на Олимпијским играма у спортовима издржљивости уопште.
Четврто злато за редом су на овим Играм још освојили Метју Пинсент из Велике Британије (дисциплина четверац без кормилара) те Катрин Борон из Немачке (дисциплина четверац скул).

## Освајачи олимпијских медаља

### Мушкарци
| Дисциплина                         | Злато | Сребро | Бронза |
| Скиф детаљи                        | Олаф Туфте · Норвешка | Јири Јансон · Естонија | Иво Јанакијев · Бугарска |
| Дубл скул детаљи                   | Себастијен Виједон · Адријен Харди · Француска | Лука Шпик · Изток Чоп · Словенија | Росано Галтароса · Алесио Сартори · Италија |
| Лаки дубл скул детаљи              | Томаш Кучарки · Роберт Шуц · Пољска | Фредерик Дифур · Паскал Турон · Француска | Василис Полимерос · Николаос Скијатитис · Грчка |
| Четверац скул детаљи               | Николај Спинев · Игор Кравцов · Алексеј Свирин · Сергеј Федоровцев · Русија                                                                                  | Давид Коприва · Томаш Карас · Јакуб Ханак · Давид Јирка · Чешка | Сергиј Грин · Сергиј Билушченко · Олег Луков · Леонид Шапошњиков · Украјина                                                                               |
| Двојац без кормилара детаљи        | Дру Гин · Џејмс Томкинс · Аустралија | Синиша Скелин · Никша Скелин · Хрватска | Донован Кек · Рамон ди Клементе · Јужноафричка Република                                                                                                  |
| Четверац без кормилара детаљи      | Стив Вилијамс · Џејмс Кракнел · Ед Куди · Метју Пинсент · Уједињено Краљевство                                                                               | Камерон Берг · Томас Хершмилер · Џејк Вецел · Барни Вилијамс · Канада | Лоренцо Порцијо · Даријо Дентале · Лука Агамемнони · Рафаело Леонардо · Италија                                                                           |
| Лаки четверац без кормилара детаљи | Тор Кристенсен · Томас Еберт · Стефан Мелвиг · Ескилд Ебесен · Данска                                                                                        | Глен Лофтус · Ентони Едвардс · Бен Кјуртон · Сајмон Берџис · Аустралија | Лоренцо Бертини · Катело Амаранте · Салваторе Амитрано · Бруно Маскаренас · Италија                                                                       |
| Осмерац детаљи                     | Џејсон Рид · Вајат Ален · Крис Аренс · Џозеф Хансен · Мет Дикин · Ден Бири · Бо Хупман · Брајан Волпенхајм · Пит Сиполон (корм.) · Сједињене Америчке Државе | Матајс Веленга · Гајс Вермелен · Јан-Вилем Габријелс · Данијел Менш · Герт Јан Дерксен · Геритјан Егенкамп · Симон Дидрик · Михијел Бартман · Чан Веј Чунг (корм.) · Холандија | Стефан Шчуровски · Стјуарт Ризајд · Стјуарт Велч · Џејмс Стјуарт · Џеф Стјуарт · Боден Хансон · Мајк Макај · Стив Стјуарт · Мајкл Ту (корм.) · Аустралија |

### Жене
| Дисциплина                  | Злато | Сребро | Бронза |
| Скиф детаљи                 | Катрин Ручов-Стомпоровски · Немачка | Кацјарина Карстен · Белорусија | Румјана Нејкова · Бугарска |
| Дубл скул детаљи            | Џорџина Еверс-Свиндел · Керолин Еверс-Свиндел · Нови Зеланд | Пеги Валеска · Брита Опелт · Немачка | Сара Винклес · Елиз Лаверик · Уједињено Краљевство |
| Лаки дубл скул детаљи       | Констанца Бурика · Анђела Алупеј · Румунија | Данијела Рајмер · Клаудија Блазберг · Немачка | Кирстен ван дер Колк · Марит ван Упен · Холандија |
| Четверац скул детаљи        | Катрин Борон · Мајке Еверс · Мануела Луце · Керстин Ел Калкили · Немачка                                                                                                | Алисон Маубреј · Деби Флад · Френсис Хаутон · Ребека Ромеро · Уједињено Краљевство                                                                                    | Дејна Флетич · Ребека Сатин · Амбер Бредли · Кери Хор · Аустралија                                                                                                   |
| Двојац без кормилара детаљи | Ђеорђета Дамијан · Виорика Сусану · Румунија | Кетрин Грејнџер · Кет Бишоп · Уједињено Краљевство | Јулија Бичик · Наталија Хелах · Белорусија |
| Осмерац детаљи              | Родика Флореа · Виорика Сусану · Аурика Бараску · Јоана Папук · Лилијана Гафенку · Елизабета Липа · Ђеорђета Дамијан · Дојан Игнат · Елена Ђеорђеску (корм.) · Румунија | Кејт Џонсон · Саманта Маги · Меган Диркмат · Алисон Кокс · Карин Дејвис · Лорел Корхолц · Ана Микелсон · Лајен Нелсон · Мери Випл (корм.) · Сједињене Америчке Државе | Фрукје Вехман · Марлис Смулдерс · Нинке Хомес · Хурнет Декерс · Анемарике ван Румпт · Анемик де Хан · Сара Сихелар · Хелен Танхер · Естер Воркел (корм.) · Холандија |

## Биланс медаља
| Ранг | Држава                 | Злато | Сребро | Бронза | Укупно |
| 1    | Румунија               | 3     | 0      | 0      | 3      |
| 2    | Немачка                | 2     | 2      | 0      | 4      |
| 3    | Велика Британија       | 1     | 2      | 1      | 4      |
| 4    | Аустралија             | 1     | 1      | 2      | 4      |
| 5    | Француска              | 1     | 1      | 0      | 2      |
| 5    | Сједињене Државе       | 1     | 1      | 0      | 2      |
| 7    | Данска                 | 1     | 0      | 0      | 1      |
| 7    | Нови Зеланд            | 1     | 0      | 0      | 1      |
| 7    | Норвешка               | 1     | 0      | 0      | 1      |
| 7    | Пољска                 | 1     | 0      | 0      | 1      |
| 7    | Русија                 | 1     | 0      | 0      | 1      |
| 12   | Белорусија             | 0     | 1      | 1      | 2      |
| 12   | Холандија              | 0     | 1      | 2      | 3      |
| 14   | Канада                 | 0     | 1      | 0      | 1      |
| 14   | Хрватска               | 0     | 1      | 0      | 1      |
| 14   | Чешка                  | 0     | 1      | 0      | 1      |
| 14   | Естонија               | 0     | 1      | 0      | 1      |
| 14   | Словенија              | 0     | 1      | 0      | 1      |
| 19   | Италија                | 0     | 0      | 3      | 3      |
| 20   | Бугарска               | 0     | 0      | 2      | 2      |
| 21   | Грчка                  | 0     | 0      | 1      | 1      |
| 21   | Јужноафричка Република | 0     | 0      | 1      | 1      |
| 21   | Украјина               | 0     | 0      | 1      | 1      |
|      | Укупнпо                | 14    | 14     | 14     | 42     |